# Louis Duplan
Pour les articles homonymes, voir Duplan.
Louis Duplan (1902-1959) est un prêtre catholique et résistant français.

## Biographie
Né à La Levade, sur le territoire de La Grand-Combe, en 1902, Louis Duplan fait ses études au grand séminaire de Nîmes, puis est ordonné prêtre en 1925. Enseignant au collège Saint-Stanislas, il est affecté comme curé à la paroisse Saint-Vincent-de-Paul en 1936.
Durant l’Occupation, s’il évite de prononcer des prêches ouvertement hostiles au régime, il s’engage dans la Résistance et participe à l’organisation de filières de passage de clandestins en direction des maquis ou de l’Afrique du Nord : ainsi de Marius Duport, à qui il permet de gagner les Forces françaises libres en décembre 1942.
Durant l’été 1944, il est contacté par Léo Rousson, résistant communiste, pour entrer au comité départemental de libération. Il s’y fait remarquer, à en croire Pierre Mazier, par ses « interventions pleines de bon et d’humour », qui « sont écoutées avec attention ». Lors de la séance du 16 septembre 1944, il prend la parole pour s’élever contre les excès de l’épuration, de concert avec Antoine Benedittini et Joseph Arène.
Après la guerre, il se voue entièrement à sa paroisse, et meurt en 1959 à Nîmes.
À Nîmes, il a donné son nom à la rue de l'Abbé-Duplan.